# Notanisomorphella
Notanisomorphella is een geslacht van vliesvleugeligen uit de familie Eulophidae. De wetenschappelijke naam van dit geslacht is voor het eerst geldig gepubliceerd in 1913 door Girault.

## Soorten
Het geslacht Notanisomorphella omvat de volgende soorten:
- Notanisomorphella arachnevora (Risbec, 1955)
- Notanisomorphella australis (Risbec, 1952)
- Notanisomorphella bicolor (Delucchi, 1962)
- Notanisomorphella borborica (Giard, 1903)
- Notanisomorphella cheriani Narendran, 2011
- Notanisomorphella dichocrocae Yao & Yang, 2009
- Notanisomorphella femorata Girault, 1913
- Notanisomorphella flaviventris (Girault, 1913)
- Notanisomorphella fuscocauda Ubaidillah, 2003
- Notanisomorphella manjerica Narendran, 2011
- Notanisomorphella proserpinensis (Girault, 1913)
- Notanisomorphella somalica (Masi, 1940)
- Notanisomorphella tsimbazazae (Risbec, 1952)
- Notanisomorphella walayarica Narendran, 2011